# Żdżary (Basses-Carpates)
Pour les articles homonymes, voir Żdżary.
Żdżary est une localité polonaise de la gmina de Czarna, située dans le powiat de Dębica en voïvodie des Basses-Carpates.